# Château du Häme
Le château du Häme (finnois : Hämeen linna, suédois : Tavastehus slott) est un château médiéval situé à Hämeenlinna en Finlande. 

## Présentation
Le château est situé en bordure du lac Vanajavesi au centre-ville dans le quartier de Linnanniemi. 
À l'origine le château était sur une île.

## Histoire

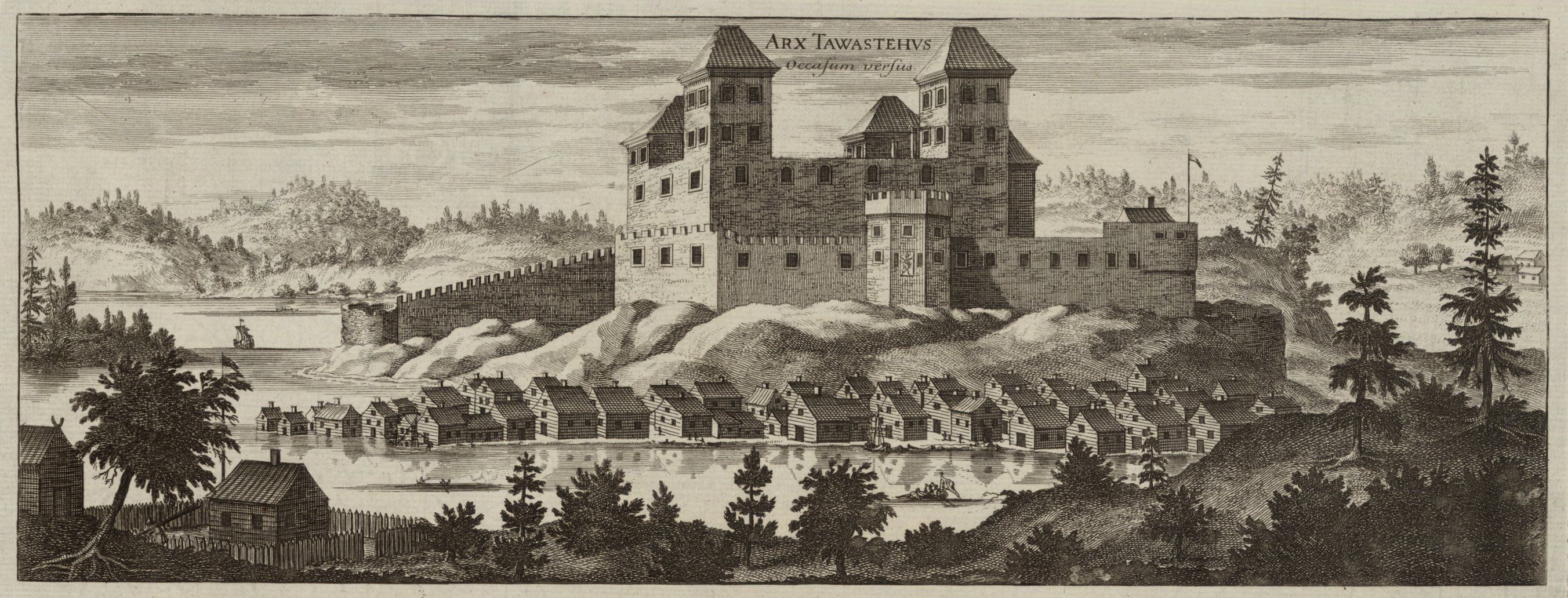
Le château du Häme vers 1650.

### Construction
La date précise de construction du château est objet de débats et dans les écrits la date de début de construction varie entre 1229 et 1372. 
Dans les premiers écrits de recherche le château est associé à Birger Jarl.
Selon la direction des musées de Finlande , la décision de bâtir le château est prise après à l'expédition de Birger Jarl dans le Häme au milieu du XIIIe siècle et les travaux de construction ont débuté au plus tard à la fin du XIIIe siècle.
Le château est évoqué par écrit pour la première fois dans un livre datant de 1308.
Cependant, aucun élément physique du château ne permet de le dater d'une période antérieure à celle de 1320. Aussi, la construction du château semble plutôt remonter au XIVe siècle. 
À l'origine, le château était situé sur une île, qui, depuis s'est attaché à la terre ferme.
Le premier château a été fait de pierres grises et plus tard des briques ont été utilisées. Le château du Häme est le château médiéval en briques le mieux préservé de la région nordique.
Avec sa construction de briques et son plan carré, le château ressemble aux châteaux médiévaux des Pays baltes et a clairement subi des influences allemandes. 
Les avis divergent aussi quant aux premières phases de construction de l'édifice.
Pendant longtemps on a estimé que le château était bâti en pierres grises et entouré d'un mur d'enceinte avec trois tours d'angle.
Selon cette hypothèse, la phase de construction en brique aurait duré du milieu du XIVe siècle au milieu du XVe.
En 2001, l'historien Knut Drake suggère que la construction du château en pierre grise ne commence qu'en 1372 et qu'avant cela il n'existait à cet endroit qu'une casemate en bois.
Knut Drake raisonne à partir des nouvelles hypothèses concernant le Tre Kronor (fi). 
Selon Knut Drake la phase de construction en brique n’aurait commencé qu'en 1472.

### La période militaire
Le château est construit pour protéger la frontière suédo-russe, mais il perd son importance militaire dès 1323 quand le traité de Pähkinäsaari éloigne la frontière orientale de la Suède beaucoup plus vers l'est. 
Aux XIVe et XVe siècles le château est relativement en paix alors que les châteaux de Turku et de Vyborg sont assiégés quand le pouvoir change de pays.
Après l'attaque de l'armée de Novgorod en 1311, le château craindra l'armement de Ivan III de la grande-principauté de Moscou à la fin du XVe siècle.
Le château sera concrètement en danger en 1495 quand à la suite de l'explosion de Viipuri (fi) les Russes pénétrèrent jusqu'au Häme.
Au début du XVIe siècle le château a le même statut que les châteaux de Turku et de Viipuri.
Åke Yrjänänpoika Tott est nommé commandant du château en 1508, et à cette époque il devient la personne la plus influente de Finlande.
Il choisit le régent Svante Nilsson qui habitera encore le château en 1520 quand la veuve de Sten Sture le Jeune Christine Gyllenstierna aux troupes de Christian II à la condition qu'elle puisse vivre son veuvage au château du Häme et au manoir de Kokemäki (fi). 
Cependant dès 1522, le château sera donné à Søren Norby mais en 1523 il revient à la Suède sans combat quand les Danois se rendent aux Suédois. 
Il en sera de même pour le château de Turku et pour château de Kuusisto.
Sous le règne de Gustave Ier le caractère du château change, il devient le centre financier de la province et tout excédent dot revenir à la couronne.
En 1559, Henrik von Cöllen ajoute deux rondelles.
On restaure aussi le bâtiment principal.
À la fin du XVIe siècle, l'état du château commence à se dégrader, en 1587 un scribe écrit qu'il est inhabité depuis trois ans. 
En 1599, une grande partie de la tour du Sud s'écroule à la suite d'une explosion accidentelle.
Elle est rapidement réparée et en 1606 le nouveau commandant du château Erik Hare fait réparer l'édifice pendant six ans.
En 1614, Gustave II Adolphe visite le château rénové et à partir de ce moment la grande salle est renommée salle royale.
Quand le gouvernorat est institué en 1634, le château perd sa position de centre administratif. 
L'entourage du château change significativement à partir de 1639, quand Per Brahe donne les droits de cité à la partie habitée au nord qui est nommée Hämeenlinna.
Au cours du XVIIe siècle, la politique étrangère de la Suède de déplace vers la mer Baltique et le château tombe en décadence.
Son état se dégrade fortement dans l'incendie de 1659. 
En 1700, quand la grande guerre du Nord éclate le château est déjà fortement dégradé.
Les troupes quittent le château avant que l'ennemi n'arrive à Pälkäne, et de 1713 à 1721 il est occupé par les russes qui améliorent légèrement ses capacités de défense.
Après la grande colère, le château est transformé en place d'Armes.
Le bâtiment principal devient un grenier et on y fabrique une nouvelle boulangerie pour la troupe.
L'extérieur est modifié en son aspect actuel.
L'aile située entre les tours sont élevées et les tours Sud et Est restent sous les toitures.
Durant la guerre russo-suédoise de 1741-1743 les russes occupent à nouveau le château sans combat. 
De nouveaux travaux de réparations sont entrepris dans les années 1770.
Sur ordre de Gustave III les habitations d'Hämeenlinna sont transférées à leur emplacement actuel et on commence les réparations du château.
On commence à fortifier le château et on érige des remparts et des douves selon un tracé à l'italienne .

### Le château comme prison
Le château devint une prison au cours du XIXe siècle et a servi en tant que telle jusqu'en 1953, lorsque les travaux de restauration débutent.
Pendant la guerre de Finlande, le château se rend sans combattre le 6 mars 1808.
À partir de cette date le château passe sous la direction militaire russe.
Le château devient une prison au cours du XIXe siècle pour environ 300 prisonniers mais il sert aussi de magasin de céréales.
En 1837, il est transformé en prison selon les plans de Carl Ludvig Engel. 
L'entourage proche du château subit aussi d'importantes transformations: dans la partie Ouest on construit en 1839 un centre de correction selon les plans de Anders Fredrik Granstedt.
En 1871, on construit la prison régionale en suivant les plans de Ludvig Isak Lindqvist.
En 1881, on y installe la seule salle de punition (fi) pour femmes de Finlande.
La prison pour femmes y fonctionne jusqu'en 1953 (bâtiment principal) et 1972 (constructions du mur d'enceinte). 
Le château a une mauvaise réputation chez les détenues: jusqu’en 1944 toute prisonnière s'étant tue jusqu'alors commence à dire tout ce qu'elle si en récompense elle peut quitter le château.
De même Ida Aalle-Teljo, prisonnière politique de 1919 à 1922, raconte dans ses mémoires des choses effrayantes au sujet de cette prison. 
La rénovation de l'ensemble est proposé à maintes reprises mais ce qu'est qu'en 1953 que les prisonniers seront transférés du bâtiment principal.
La rénovation du bâtiment principal sera difficile car il a été souvent modifié et utilisé longuement.
La rénovation conçue par Nils Erik Wickberg.
Les différentes parties seront rénovation jusqu'en 1988.

### Le château comme musée
Le château a été ouvert au public en 1979, et la restauration s'est poursuivie jusqu'en 1988. Depuis cette date le château est un musée.
Les installations peuvent également être louées pour des événements privés.

## Galerie

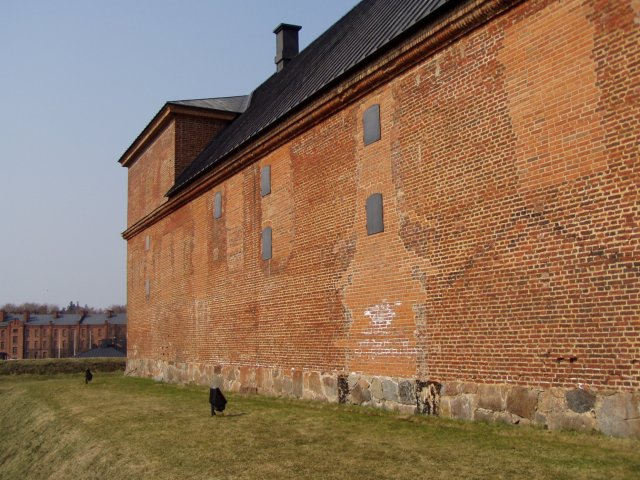
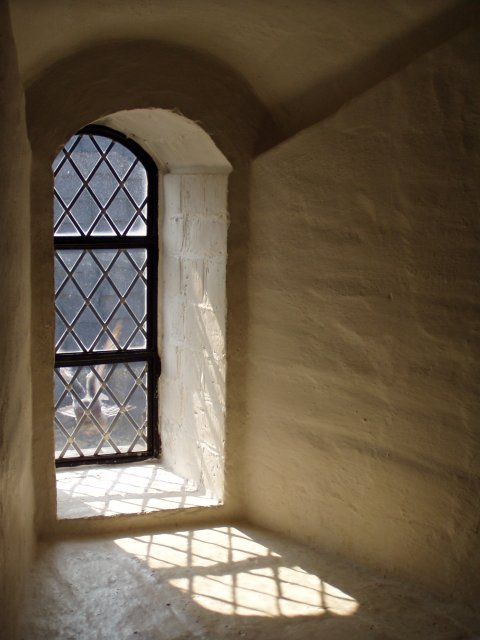
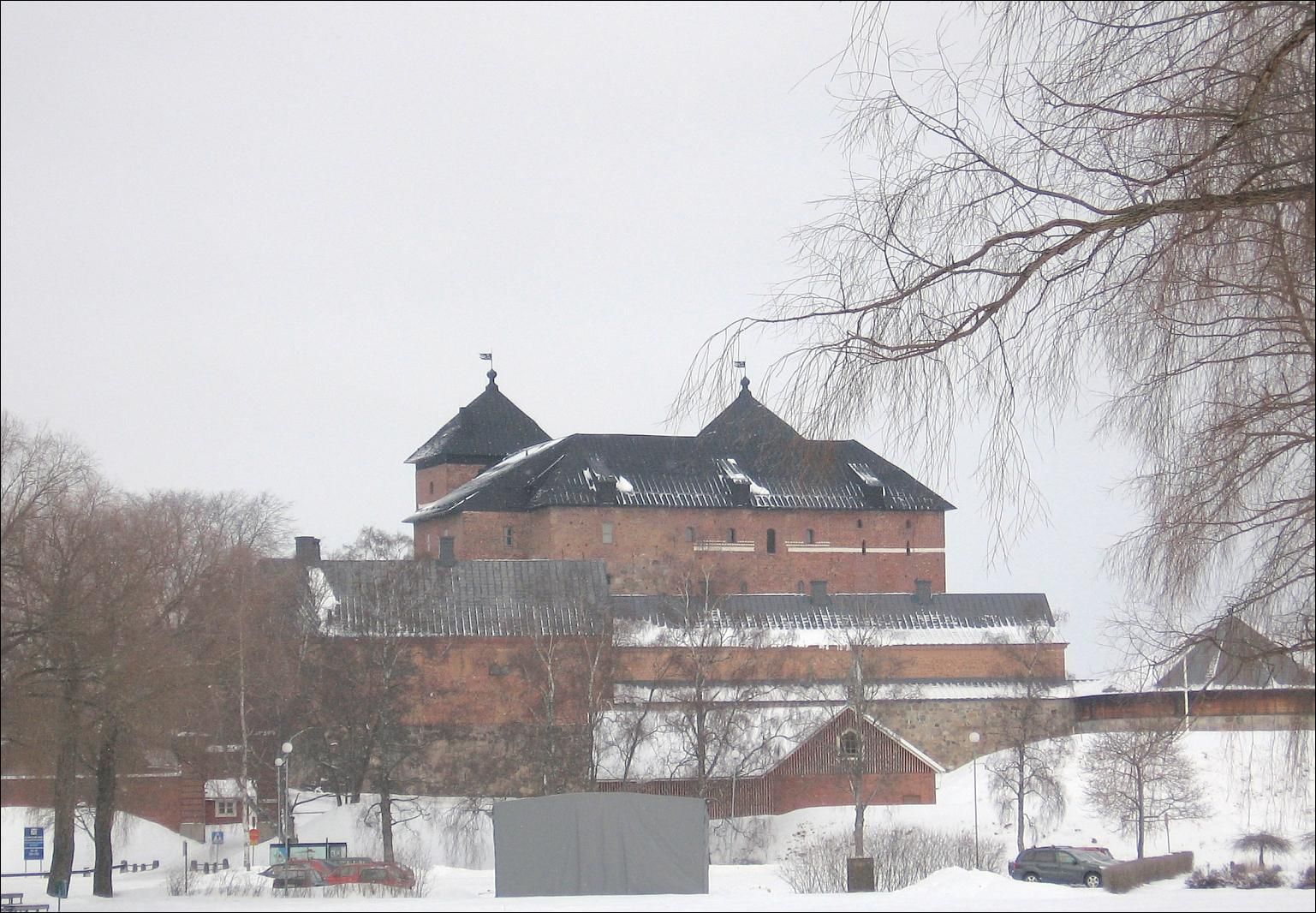
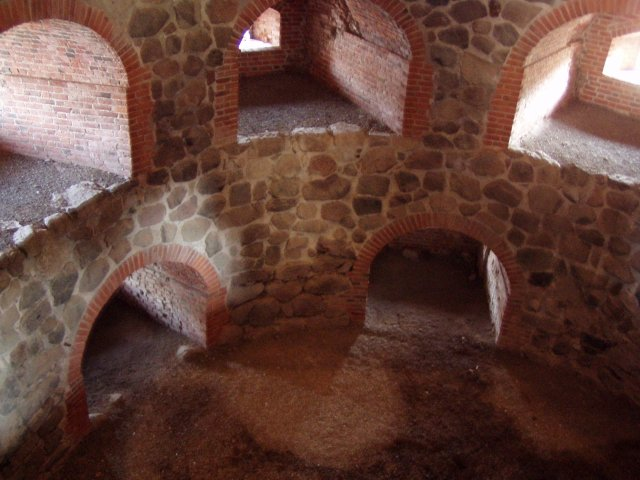
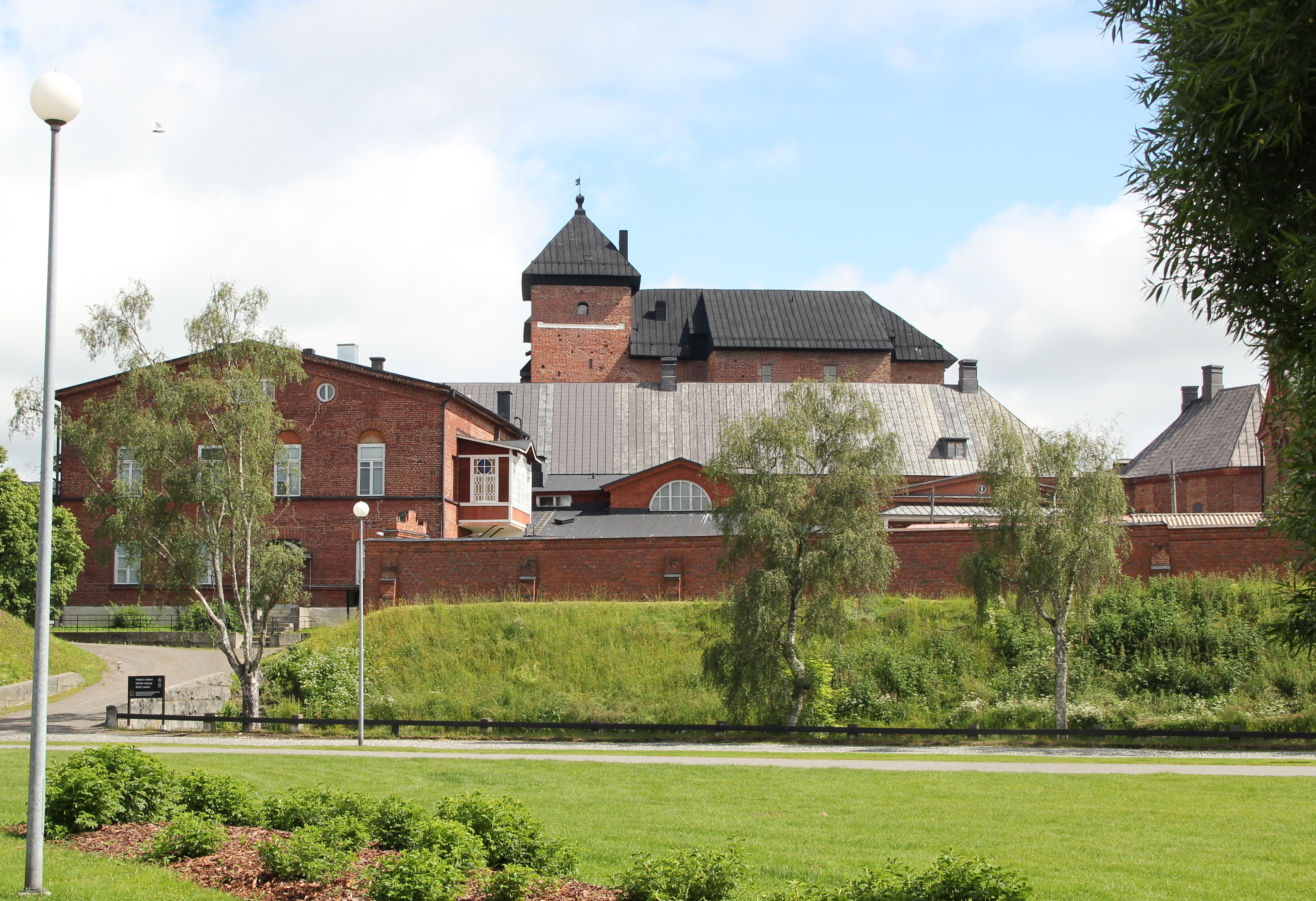